# Paleoheterodonts
Els paleoheterodonts (Palaeoheterodonta) són una subclasse de mol·luscs bivalves. Conté els ordres actuals Unionoida i Trigonioida.

## Taxonomia de 2010a
L'any 2010 es va proposar un nou sistema de classificació pels Bivalvia per part de Bieler, Carter & Coan que inclou la subclasse Paleoheterodonta:
Ordre Trigoniida
- Superfamília †Beichuanioidea Liu & Gu, 1988
  - Família †Beichuaniidae Liu & Gu, 1988
- Superfamília †Megatrigonioidea Van Hoepen, 1929
  - Família †Megatrigoniidae Van Hoepen, 1929
  - Família †Iotrigoniidae Savelive, 1958
  - Família †Rutitrigoniidae Van Hoepen, 1929
- Superfamília Myophorelloidea Kobayashi, 1954
  - Família †Myophorellidae Kobayashi, 1954
  - Família †Buchotrigoniidae Leanza, 1993</small
  - Família †Laevitrigoniidae Savelive, 1958
  - Família †Vaugoniidae Kobayashi, 1954
- Superfamília Trigonioidea Lamarck, 1819
  - Família Trigoniidae Lamarck, 1819
  - Família †Eoschizodidae Newell & Boyd, 1975 (syn: Curtonotidae)
  - Família †Groeberellidae Pérez, Reyes, & Danborenea 1995
  - Família †Myophoriidae Bronn, 1849 (syn: Cytherodontidae, Costatoriidae, Gruenewaldiidae)
  - Família †Prosogyrotrigoniidae Kobayashi, 1954
  - Família †Scaphellinidae Newell & Ciriacks, 1962
  - Família †Schizodidae Newell & Boyd, 1975
  - Família †Sinodoridae Pojeta & Zhang, 1984

Ordre Unionoida
- Superfamília †Archanodontoidea Modell, 1957 (placement in Unionoida uncertain)
  - Família †Archanodontidae Modell, 1957
- Superfamília Etherioidea Deshayes, 1832
  - Família Etheriidae Deshayes, 1832 (syn: Mulleriidae, Pseudomulleriidae)
  - Família Iridinidae Swainson, 1840 (syn: Mutelidae, Pleiodontidae)
  - Família Mycetopodidae Gray, 1840
- Superfamília Hyrioidea Swainson, 1840
  - Família Hyriidae Swainson, 1840
- Superfamília †Trigonioidoidea Cox, 1952
  - Família †Trigonioididae Cox, 1952
  - Família †Jilinoconchidae Ma, 1989 (placement uncertain)
  - Família †Nakamuranaiadidae Guo, 1981 (syn:Sinonaiinae, Nippononaiidae)
  - Família †Plicatounionidae Chen, 1988
  - Família †Pseudohyriidae Kobayashi, 1968
  - Família †Sainschandiidae Kolesnikov, 1977
- Superfamília Unionoidea Rafinesque, 1820
  - Família Unionidae Rafinesque, 1820
  - Família Liaoningiidae Yu & Dong, 1993 (placement uncertain)
  - Família Margaritiferidae Henderson, 1929 (syn:Margaritaninae, Cumberlandiinae, Promargaritiferidae)
  - Família †Sancticarolitidae Simone & Mezzalira, 1997